# Mozé-sur-Louet
Mozé-sur-Louet és un municipi francès situat al departament de Maine i Loira i a la regió de País del Loira. L'any 2007 tenia 1.951 habitants.

## Demografia

### Població
El 2007 la població de fet de Mozé-sur-Louet era de 1.951 persones. Hi havia 709 famílies de les quals 142 eren unipersonals (82 homes vivint sols i 60 dones vivint soles), 243 parelles sense fills, 295 parelles amb fills i 29 famílies monoparentals amb fills.
La població ha evolucionat segons el següent gràfic:
Habitants censats

### Habitatges
El 2007 hi havia 770 habitatges, 718 eren l'habitatge principal de la família, 24 eren segones residències i 28 estaven desocupats. 718 eren cases i 17 eren apartaments. Dels 718 habitatges principals, 543 estaven ocupats pels seus propietaris, 169 estaven llogats i ocupats pels llogaters i 6 estaven cedits a títol gratuït; 27 tenien una cambra, 28 en tenien dues, 69 en tenien tres, 154 en tenien quatre i 440 en tenien cinc o més. 576 habitatges disposaven pel capbaix d'una plaça de pàrquing. A 240 habitatges hi havia un automòbil i a 419 n'hi havia dos o més.

### Piràmide de població
La piràmide de població per edats i sexe el 2009 era:
| Homes | Edats   | Dones |
| ----- | ------- | ----- |
| 4     | 95 o +  | 4     |
| 0     | 90 a 94 | 8     |
| 8     | 85 a 89 | 8     |
| 12    | 80 a 84 | 16    |
| 16    | 75 a 79 | 40    |
| 16    | 70 a 74 | 36    |
| 48    | 65 a 69 | 32    |
| 40    | 60 a 64 | 40    |
| 28    | 55 a 59 | 36    |
| 72    | 50 a 54 | 60    |
| 84    | 45 a 49 | 100   |
| 56    | 40 a 44 | 60    |
| 84    | 35 a 39 | 104   |
| 72    | 30 a 34 | 64    |
| 52    | 25 a 29 | 60    |
| 68    | 20 a 24 | 64    |
| 72    | 15 a 19 | 104   |
| 96    | 10 a 14 | 96    |
| 76    | 5 a 9   | 52    |
| 72    | 0 a 4   | 72    |

## Economia
El 2007 la població en edat de treballar era de 1.252 persones, 943 eren actives i 309 eren inactives. De les 943 persones actives 888 estaven ocupades (484 homes i 404 dones) i 54 estaven aturades (26 homes i 28 dones). De les 309 persones inactives 106 estaven jubilades, 129 estaven estudiant i 74 estaven classificades com a «altres inactius».

### Ingressos
El 2009 a Mozé-sur-Louet hi havia 747 unitats fiscals que integraven 2.028 persones, la mediana anual d'ingressos fiscals per persona era de 18.409 €.

### Activitats econòmiques
Dels 84 establiments que hi havia el 2007, 3 eren d'empreses extractives, 1 d'una empresa alimentària, 1 d'una empresa de coc i refinatge, 11 d'empreses de fabricació d'altres productes industrials, 15 d'empreses de construcció, 22 d'empreses de comerç i reparació d'automòbils, 1 d'una empresa de transport, 2 d'empreses d'hostatgeria i restauració, 1 d'una empresa d'informació i comunicació, 3 d'empreses financeres, 2 d'empreses immobiliàries, 9 d'empreses de serveis, 10 d'entitats de l'administració pública i 3 d'empreses classificades com a «altres activitats de serveis».
Dels 15 establiments de servei als particulars que hi havia el 2009, 2 eren tallers de reparació d'automòbils i de material agrícola, 1 taller d'inspecció tècnica de vehicles, 4 paletes, 2 fusteries, 2 lampisteries, 1 electricista, 2 perruqueries i 1 restaurant.
Dels 3 establiments comercials que hi havia el 2009, 1 era una botiga de més de 120 m², 1 una fleca i 1 un drogueria.
L'any 2000 a Mozé-sur-Louet hi havia 36 explotacions agrícoles que ocupaven un total de 1.302 hectàrees.

## Equipaments sanitaris i escolars
L'únic equipament sanitari que hi havia el 2009 era una farmàcia.
El 2009 hi havia 2 escoles elementals.

## Poblacions més properes
El següent diagrama mostra les poblacions més properes.